# Биджавар (княжество)
Княжество Биджавар (хинди बिजावर) — туземное княжество Британской Индии, расположенным в современном районе Чхатарпур штата Мадхья-Прадеш.
Княжество Биджавар занимало площадь в 2520 км² (973 кв. миль) в Агентстве Бунделкханд. Леса покрывали почти половину всей территории княжества, которое, как считалось, было богато полезными ископаемыми, но отсутствие транспортных средств препятствовало освоению его ресурсов.

## История
Государство берет свое название от главного города, Биджавара, который был основан Биджаем Сингхом, одним из вождей Гонда Гарха Мандла, в XVII веке. Первым правителем государства был Бир Сингх Део (1765—1793). Он был завоеван в XVIII веке Чхатарсалом, основателем княжества Панна, потомки которого до сих пор носят княжеский титул.
Биджавар стал британским протекторатом 27 марта 1811 года, и в 1811 году британское правительство утвердило власть над этой территорией за Ратаном Сингхом в качестве обычного акта верности. В 1857 году Бхам Пратап Сингх оказал англичанам сигнальные услуги во время подавления Сипайского восстания 1857 года, получив в награду определенные привилегии и наследственный салют из одиннадцати пушек. В 1866 году он получил титул Махараджи, а в 1877 году — приставку Саваи. После его смерти в 1899 году Бхан Пратапу наследовал его приемный сын Санвант Сингх, сын Махараджи Орчхи.
Княжество Биджавар присоединилось к Индийскому союзу 1 января 1950 года и стало частью штата Виндхья-Прадеш, который был объединен в Мадхья-Прадеш 1 ноября 1956 года.

## Правители
Правители государства Биджавар принадлежали к раджпутской династии Бундела.

### Раджи
- 1765—1793: Бир Сингх Део
- 1793—1802: Химмат Бахадур (узурпатор)
- 1802—1810: Кешри Сингх
- 1811—1833: Ратан Сингх
- 1833—1847: Лакшман Сингх
- 1847—1877: Бхам Пратап Сингх

### Саваи Махараджи
- 1877—1899: Бхам Пратап Сингх
- 1900—1940: Савант Сингх
- 1940—1947: Говинд Сингх

### Титульные Махараджи
- 1947—1983: Говинд Сингх
- 1983 — настоящее время: Джай Сингх